# Ненчу (Бузау)
Ненчу (рум. Nenciu) насеље је у Румунији у округу Бузау у општини Вернешти. Oпштина се налази на надморској висини од 236 m.

## Становништво
Према подацима из 2002. године у насељу је живело 25 становника, од којих су сви румунске националности.